# ویپرفلد
ویپرفلد (به آلمانی: Wipperfeld) یک منطقهٔ مسکونی در آلمان است که در ویپرفورث واقع شده‌است. ویپرفلد ۱٬۸۷۶ نفر جمعیت دارد.